# Élections législatives niuéennes de 1999
Des élections législatives ont lieu à Niué le 19 mars 1999.

## Système politique et électoral
Pays composé d'une unique île polynésienne, Niué est un État de facto indépendant, en libre association avec la Nouvelle-Zélande, qui conserve de jure la souveraineté sur l'île. En pratique, il n'y a pas d'ingérence néo-zélandaise dans les affaires niuéennes. Niué est une démocratie parlementaire fondée sur le modèle de Westminster.
Le Fono Ekepule est un parlement monocaméral composé de 20 députés élus pour trois ans selon un mode de scrutin mixte. Le pays compte quatorze circonscriptions électorales, élisant chacune un député. Chaque village niuéen correspond à une circonscription, à l'exception de la capitale, Alofi, qui est scindée en deux d'entre elles. Pour ces quatorze sièges, l'élection s'effectue au scrutin uninominal majoritaire à un tour, hérité du modèle britannique. Pour l'attribution des six autres sièges, les électeurs (soit tout résident permanent âgé d'au moins 18 ans) sélectionnent six noms parmi une liste de candidats. Ces sièges sont ainsi attribués via un mode de scrutin plurinominal majoritaire à un tour : les six candidats ayant reçu le plus de voix sont élus.

## Contexte
Frank Lui est le Premier ministre depuis 1993 et dispose d'une très courte majorité absolue au Parlement. Face à lui, l'opposition parlementaire est organisée en un Parti du peuple niuéen, seul parti politique du pays. Le pays fait face à un fort déclin démographique, les Niuéens ayant le droit de s'installer librement en Nouvelle-Zélande ; l'île ne compte plus que 1 750 habitants, une réduction de quelque 25 % en dix ans, tandis que plus de 12 000 Niuéens vivent en Nouvelle-Zélande. L'économie de Niué est par ailleurs fragilisée par la fermeture de nombreux commerces, non viables, et par la réduction des aides financières apportées par le Nouvelle-Zélande sous le gouvernement néo-libéral et conservateur de Jenny Shipley,.

## Campagne
Le Parti du peuple niuéen (PPN) mène une campagne efficace à travers le pays, tandis que les députés de la majorité sortante, n'ayant pas de parti politique, font campagne chacun dans sa circonscription. Frank Lui participe cette fois à la campagne locale de certains de ses députés, mais est perçu comme négligeant sa propre campagne dans sa circonscription d'Alofi-nord.
Vingt candidats se présentent au scrutin national, quatre de moins qu'en 1996.

## Résultats
Le PPN remporte une majorité absolue des sièges au Fono, amenant une alternance au pouvoir, tandis que le Premier ministre sortant Frank Lui est battu dans sa propre circonscription. Son ministre des Finances Aokuso Pavihi est également battu dans la sienne. Les résultats sont les suivants.

### Scrutin national
| Candidat                  | Parti | Parti             | Voix | %      | Résultat | Remarques                                                                             |
| ------------------------- | ----- | ----------------- | ---- | ------ | -------- | ------------------------------------------------------------------------------------- |
| O'love Jacobsen           |       | majorité sortante | 502  | 50,6 % | réélue   | Obtient le plus grand nombre de voix. Ministre sortante.                              |
| Terry Coe                 |       | majorité sortante | 485  | 48,9 % | réélu    | Obtient le 2e plus grand nombre de voix. Seul député non-autochtone.                  |
| Sani Lakatani             |       | PPN               | 474  | 47,8 % | réélu    | 3e. Chef de l'opposition sortante.                                                    |
| Hima Douglas              |       | PPN               | 461  | 46,5 % | élu      | 4e. Employé de radiodiffusion de la Communauté du Pacifique. Première élection.       |
| Michael Jackson           |       | PPN               | 414  | 41,7 % | réélu    | 5e ex aequo. Journaliste.                                                             |
| Toke Talagi               |       | PPN               | 414  | 41,7 % | élu      | 5e ex aequo. Ancien haut fonctionnaire au ministère de l'Économie. Première élection. |
| quatorze autres candidats |       |                   |      |        |          |                                                                                       |
|                           |       |                   |      |        |          |                                                                                       |
| Total des voix            |       | 100               | -    |        |          |                                                                                       |
|                           |       |                   |      |        |          |                                                                                       |
| Suffrages exprimés        | 992   |                   |      |        |          |                                                                                       |
| Votes blancs et nuls      |       |                   |      |        |          |                                                                                       |
| Total des votants         |       | 100               |      |        |          |                                                                                       |
| Abstention                |       |                   |      |        |          |                                                                                       |
| Inscrits/Participation    |       |                   |      |        |          |                                                                                       |

### Par circonscription
| Circonscription      | Candidat              | Parti             | Parti             | Votes  | %             | Résultat                    |
| -------------------- | --------------------- | ----------------- | ----------------- | ------ | ------------- | --------------------------- |
|                      |                       |                   |                   |        |               |                             |
| Alofi-nord           |                       |                   |                   |        |               |                             |
| Va‘ainga Tukuitonga  |                       | PPN               | 61                | 53,5 % | élue          |                             |
| Frank Lui            |                       | majorité sortante | 53                | 46,5 % | sortant battu |                             |
| Votes blancs ou nuls | -                     |                   |                   |        |               |                             |
| Total                |                       | 100               |                   |        |               |                             |
|                      |                       |                   |                   |        |               |                             |
| Alofi-sud            |                       |                   |                   |        |               |                             |
| Robert Rex Junior    |                       | PPN               |                   |        | réélu         |                             |
| autre(s) candidat(s) |                       |                   |                   |        |               |                             |
| Votes blancs ou nuls |                       |                   |                   |        |               |                             |
| Total                |                       | 100               |                   |        |               |                             |
|                      |                       |                   |                   |        |               |                             |
| Avatele              | Billy Graham Talagi   |                   | PPN               |        |               | élu                         |
| Avatele              | Aokuso Pavihi         |                   | majorité sortante |        |               | sortant battu               |
| Avatele              | Votes blancs ou nuls  |                   | –                 |        |               |                             |
| Avatele              | Total                 |                   | 100               |        |               |                             |
|                      |                       |                   |                   |        |               |                             |
| Hakupu               | Young Vivian          |                   | PPN               |        |               | reconduit (sans adversaire) |
| Hakupu               | autre(s) candidat(s)  |                   |                   |        |               |                             |
| Hakupu               | Votes blancs ou nuls  |                   |                   |        |               |                             |
| Hakupu               | Total                 |                   |                   |        |               |                             |
|                      |                       |                   |                   |        |               |                             |
| Hikutavake           | Opili Talafasi        |                   | PPN               |        |               | réélu                       |
| Hikutavake           | autre(s) candidat(s)  |                   |                   |        |               |                             |
| Hikutavake           | Votes blancs ou nuls  |                   | –                 |        |               |                             |
| Hikutavake           | Total                 |                   | 100               |        |               |                             |
|                      |                       |                   |                   |        |               |                             |
| Lakepa               | John Operator Tiakia  |                   | majorité sortante |        |               | réélu                       |
| Lakepa               | autre(s) candidat(s)  |                   |                   |        |               |                             |
| Lakepa               | Votes blancs ou nuls  |                   | –                 |        |               |                             |
| Lakepa               | Total                 |                   | 100               |        |               |                             |
|                      |                       |                   |                   |        |               |                             |
| Liku                 | Pokotoa Sipeli        |                   | PPN               |        |               | reconduit (sans adversaire) |
| Liku                 | Votes blancs ou nuls  |                   | –                 |        |               |                             |
| Liku                 | Total                 |                   |                   |        |               |                             |
| Liku                 |                       |                   |                   |        |               |                             |
| Makefu               | Tofua Puletama        |                   | PPN               | 22     |               | élu                         |
| Makefu               | autre(s) candidat(s)  |                   |                   |        |               |                             |
| Makefu               | Votes blancs ou nuls  |                   | –                 |        |               |                             |
| Makefu               | Total                 |                   | 100               |        |               |                             |
|                      |                       |                   |                   |        |               |                             |
| Mutalau              | Bill Vakaafi Motufoou |                   | PPN               | 38     | 56,7 %        | élu                         |
| Mutalau              | Hafe Vilitama         |                   | majorité sortante | 29     | 43,3 %        | sortant battu               |
| Mutalau              | Votes blancs ou nuls  |                   |                   |        |               |                             |
| Mutalau              | Total                 |                   |                   |        |               |                             |
|                      |                       |                   |                   |        |               |                             |
| Namukulu             | Jack Lipitoa          |                   | pro-gouvernement  |        |               | reconduit (sans adversaire) |
| Namukulu             | Votes blancs ou nuls  |                   |                   |        |               |                             |
| Namukulu             | Total                 |                   |                   |        |               |                             |
| Namukulu             |                       |                   |                   |        |               |                             |
| Tamakautoga          | Peter Funaki          |                   | pro-gouvernement  |        |               | réélu                       |
| Tamakautoga          | autre(s) candidat(s)  |                   |                   |        |               |                             |
| Tamakautoga          | Votes blancs ou nuls  |                   | –                 |        |               |                             |
| Tamakautoga          | Total                 |                   | 100               |        |               |                             |
|                      |                       |                   |                   |        |               |                             |
| Toi                  | Dion Taufitu          |                   | PPN               |        |               | réélu                       |
| Toi                  | autre(s) candidat(s)  |                   |                   |        |               |                             |
| Toi                  | Votes blancs ou nuls  |                   |                   |        |               |                             |
| Toi                  | Total                 |                   | 100               |        |               |                             |
|                      |                       |                   |                   |        |               |                             |
| Tuapa                | Fisa Pihigia          |                   | PPN               |        |               | réélu                       |
| Tuapa                | autre(s) candidat(s)  |                   |                   |        |               |                             |
| Tuapa                | Votes blancs ou nuls  |                   |                   |        |               |                             |
| Tuapa                | Total                 |                   | 100               |        |               |                             |
|                      |                       |                   |                   |        |               |                             |
| Vaiea                | Talaititama Talaiti   |                   | pro-gouvernement  |        |               | reconduit (sans adversaire) |
| Vaiea                | Votes blancs ou nuls  |                   |                   |        |               |                             |
| Vaiea                | Total                 |                   | -                 |        |               |                             |

## Formation du gouvernement
L'assemblée se réunit le 26 mars et élit Tama Posimani (du PPN) à sa présidence. Sani Lakatani, chef du PPN, est ensuite élu Premier ministre avec les voix de quatorze députés contre six pour la candidate de la majorité sortante, O'love Jacobsen. L'opposition parlementaire pour la législature 1999-2002 est ainsi constituée d'O'love Jacobsen, Terry Coe, John Tiakia, Talaititama Talaiti, Peter Funaki et Jack Lipitoa,. 
Le nouveau Premier ministre nomme le gouvernement suivant :
| Fonction | Ministre          | Remarques | Assistant                                                                        |
| --- | ----------------- | --------- | -------------------------------------------------------------------------------- |
| Premier ministre, Ministre des Finances et du Développement économique, Ministre des Affaires étrangères, Ministre des Banques extraterritoriales, Ministre du Tourisme, Ministre de l'Aviation civile, de la Poste et des Télécommunications | Sani Lakatani     |           | Toke Talagi (développement économique et aviation civile), Hima Douglas (divers) |
| Vice-Premier ministre, Ministre de l'Éducation, Ministre des Arts et des Cultures, Ministre des Affaires locales, des Femmes et de la Jeunesse, Ministre de l'Environnement                                                                   | Young Vivian      |           |                                                                                  |
| Ministre des Services administratifs et des Travaux publics, Ministre de l'Agriculture, des Pêcheries et de la Sylviculture, Ministre de l'Emploi, Ministre de la Radiodiffusion                                                              | Dion Taufitu      |           |                                                                                  |
| Ministre de la Santé, Ministre de la Commission au service public, Ministre de la Justice, Ministre des Terres et du Cadastre, Ministre du Fret maritime et du Commerce extérieur, Ministre de la Police et de l'Immigration                  | Robert Rex Junior |           |                                                                                  |

## Suites
Hima Douglas, député de la majorité parlementaire, démissionne lorsqu'il est nommé haut commissaire (ambassadeur) de Niué en Nouvelle-Zélande. Une élection partielle s'ensuit en avril 2001, au scrutin national. Le candidat du gouvernement y est largement battu par le candidat d'opposition Hunukitama Hunuki.